# Чапля (Західнопоморське воєводство)
Чапля (пол. Czapla, нім. Neumühl) — село в Польщі, у гміні Валч Валецького повіту Західнопоморського воєводства.
Населення — 353 особи (2011).
У 1975-1998 роках село належало до Пільського воєводства.

## Демографія
Демографічна структура станом на 31 березня 2011 року:
|          | Загалом | Допрацездатний вік | Працездатний вік | Постпрацездатний вік |
| -------- | ------- | ------------------ | ---------------- | -------------------- |
| Чоловіки | 188     | 44                 | 132              | 12                   |
| Жінки    | 165     | 39                 | 93               | 33                   |
| Разом    | 353     | 83                 | 225              | 45                   |